# 明治元訳聖書
明治元訳聖書（めいじもとやくせいしょ）は、明治時代にプロテスタント宣教師達によって翻訳された日本語訳聖書である。「明治元訳」以外に、「明治訳」「元訳」「委員会訳」などとも呼ばれる。

## 概要
1872年に日本在留宣教師団の合同会議において新約聖書の共同翻訳事業が決議され、翻訳委員社中が結成される。中心になったのは、すでに日本語訳翻訳事業を開始していたヘボンやブラウンである。資金援助と出版はアメリカと大英、北英の聖書協会が引き受け、1875年から順次出版されて、1880年に『新約全書』が完成した。旧約聖書についてはディビッド・タムソンらが加わり、1887年に完成した。

## 経緯

### 禁教時代

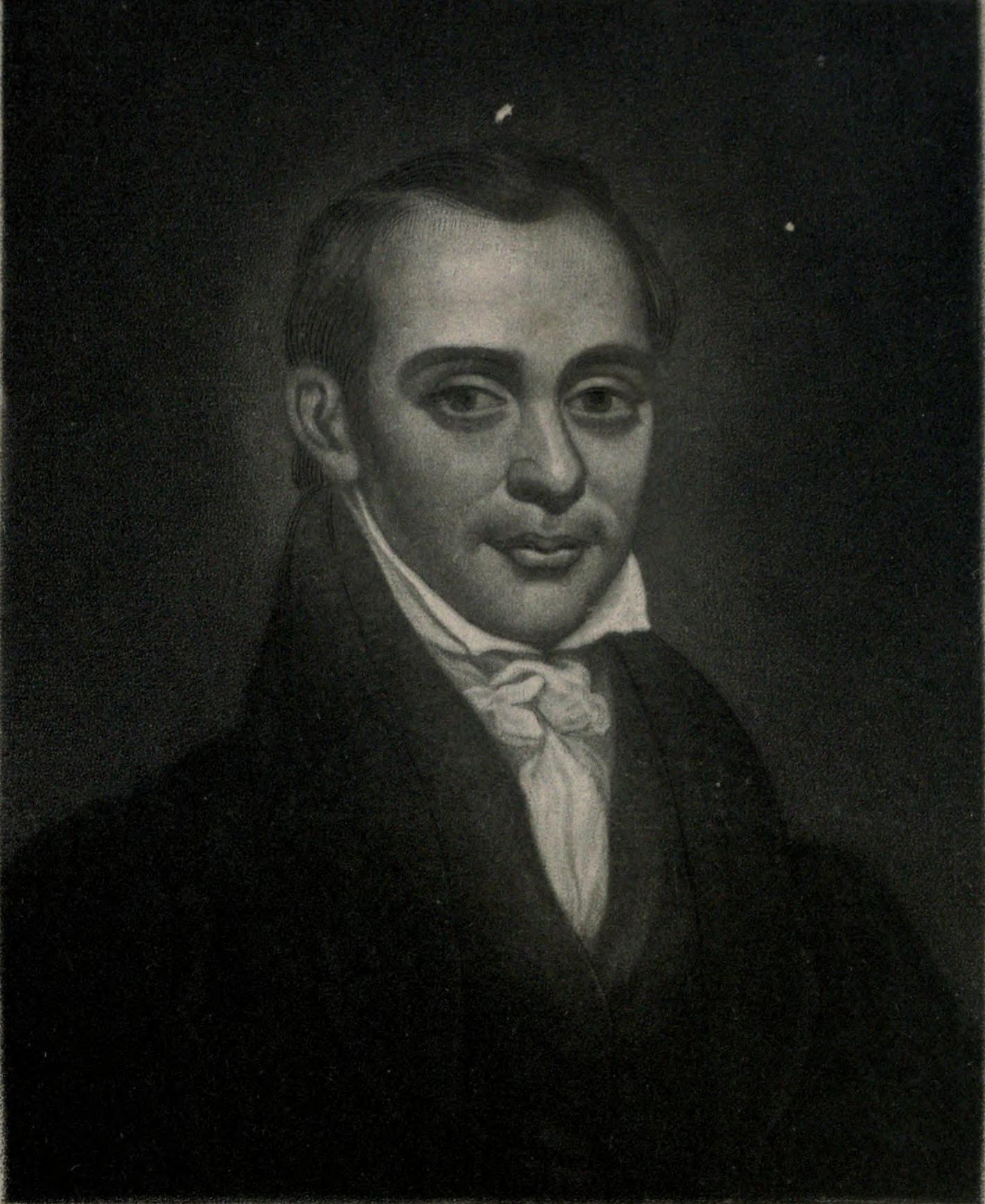
ヘボンに影響を与えた『約翰福音之傳』を訳したカール・ギュツラフ

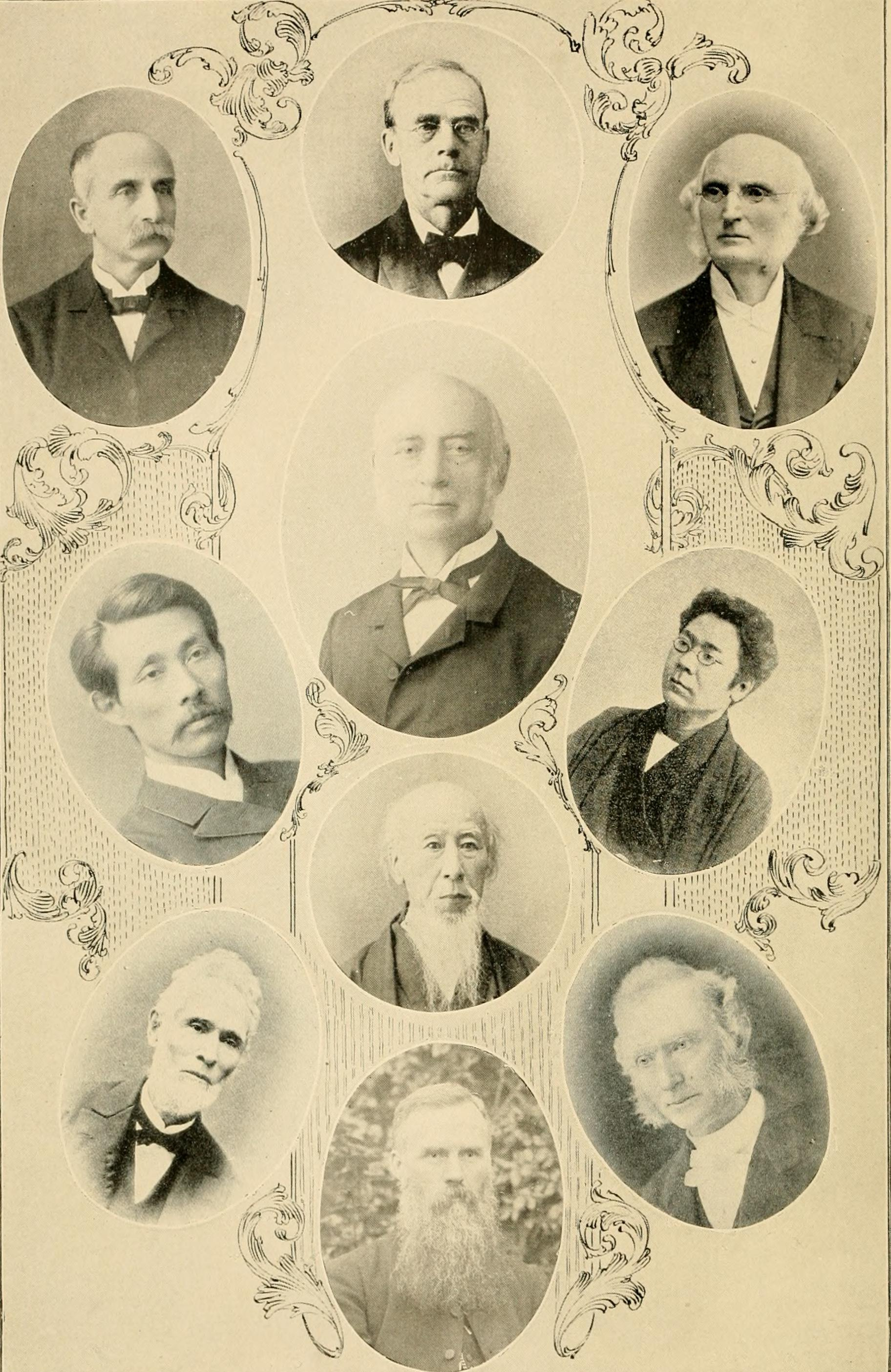
明治元訳の翻訳者。左列上からD・C・グリーン、松山高吉、N・ブラウン。中央上からG・フルベッキ、J・C・ヘボン、奥野昌綱、ファイソン。右列上からS・R・ブラウン、高橋五郎、マクレイ

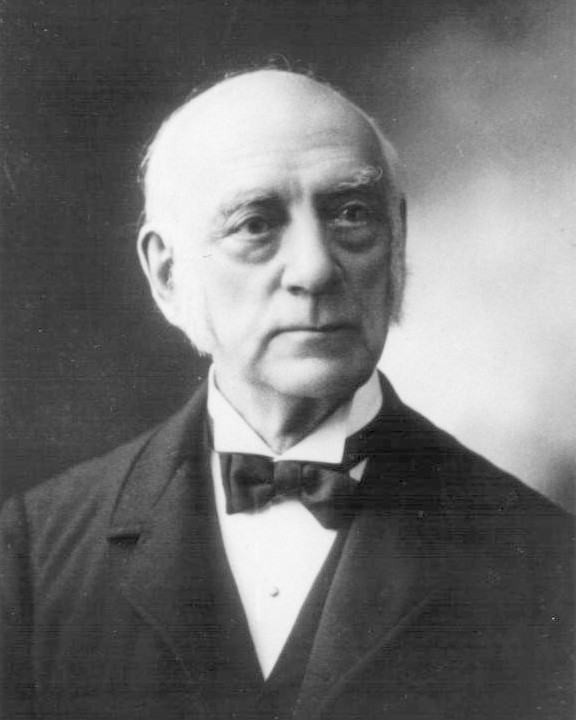
明治元訳聖書の翻訳者のJ・C・ヘボン

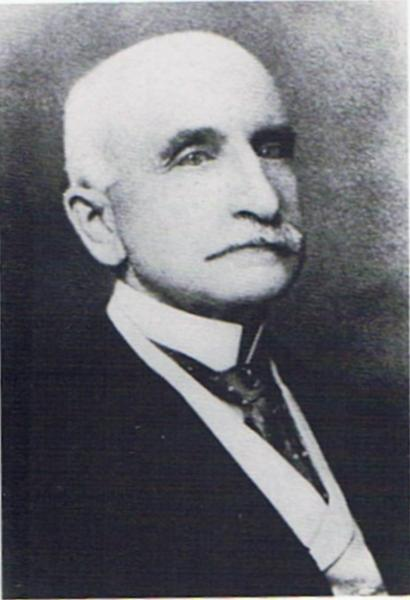
明治元訳聖書の翻訳者のD・C・グリーン

1841年(天保12年)7月にJ・C・ヘボンがシンガポールでギュツラフ訳『約翰福音之傳』を入手して、ニューヨークのアメリカ合衆国長老教会伝道本部に送る。
1859年(安政6年)10月日本が開国すると、アメリカ長老教会よりJ・C・ヘボン、アメリカ・オランダ改革派教会よりS・R・ブラウン、G・フルベッキが最初の宣教師として来日する。その時、ヘボンはギュツラフ訳聖書と中国語訳の新約聖書を携行していた。日本でキリスト教の伝道が禁止されていたので、ヘボンは横浜で日本語の学習と聖書の日本語訳を進めた。1861年(文久元年)に、J・C・ヘボンがS・R・ブラウンと共に中国語訳聖書に基づいて『マルコ伝』(マルコの福音書)の翻訳に着手する。1862年(文久2年)には、ヘボンの日本語教師の矢野隆山が、マルコ伝、ヨハネ伝、出エジプト記の一部を訳出したと報じられた。
1866年(慶応2年)にはヘボンがマタイ伝を4回、マルコ伝を3回改訂、ルカ伝、ヨハネ伝、創世記も改訂直前になるが、1867年(慶応3年)4月ヘボン家の火災により訳稿が焼失する。しかし、ヘボン、J・H・バラ、D・タムソンの協力で9カ月でマタイ伝の翻訳と改訂を終える。
1872年(明治5年)には、ヘボンの新しい日本語教師の奥野昌綱の版下により、ヘボン訳『新約聖書馬可傳』、『新約聖書約翰傳』が刊行される。

### 翻訳委員社中
1872年(明治5年)9月20日から25日に、最初の日本在留宣教師団(長老派、改革派、アメリカン・ボード)の合同会議(横浜宣教師会議)がヘボン診療所で開催されて、共同事業として聖書和訳が決議された。S・R・ブラウン(改革派)、J・C・ヘボン(長老派)、D・C・グリーン(アメリカン・ボード)の3人が委員に選出される。聖公会、ロシア正教会にも呼び掛けたが、不参加であった。
1874年(明治7年)3月に翻訳委員会(翻訳委員社中)の初会合をブラウン宅で開催する。委員は、J・C・ヘボン、S・R・ブラウン、D・C・グリーン、R・S・マクレイ(メソジスト派)、N・ブラウン(バプテスト)、J・パイパー(英国聖公会宣教協会:CMS)、W・ライト(イギリス海外福音伝道会:SPG)であった。
3月25日の会合初日で、ヘボン、ブラウン、マクレイ、グリーンの4人で以下のことを決定した。
1. 会合が成立して、ものごとを取り決めるための定数を3人にすること。
2. 議論が分かれた時は多数決にするとすること。
3. テキストとなる原典として、テクストゥス・レセプトゥス(公認本文)を用いること、
4. 会合は月、水、木、金の午後2時-5時に開くこと。
そして、ヘボンが訳した「ルカ伝」の改訂について会合がもたれる。3月27日にはN・ブラウンも参加して、「議論が分かれて15分以上に及ぶ場合は、次回に回し、その日は議論なして投票で決めること」が加えられた。7月17日までは5人で続けたが、7月20日からはN・ブラウンが欠席した。

### 「バプチゾー」の訳語問題
7月27日にギリシア語の「βαπτίζω(バプチゾー)」の訳語を巡ってN・ブラウンが「洗礼」という言葉をあてることを不適当をする声明を読み上げる。そこで、1875年(明治8年)1月11日にグリーンが各教派の宣教師に「洗礼」か「バプテスマ」かを問う回覧状を起草する依頼を受ける。翌日回覧状を書きあげて超教派の在日宣教師にアンケートをする。5月8日の会合で、回覧状の答えを集計結果が報告される。その結果「洗礼」対「バプテスマ」は16人対30人となった。故に、1875年に刊行された最初の分冊聖書の『路加傳』は「バプテスマ」の表記になる。
一方、N・ブラウンはカタカナ音写の「バプテスマ」にも不満で、1876年(明治9年)に委員会を脱退し、独自に聖書翻訳を進めて、1879年(明治12年)に『志無也久世無志与』(シンヤクゼンシヨ)を刊行して、「しづめ」とした。

### 「ヤソ」と「イエス」の呼称問題
1876年1月4日に築地居留地6番の小会堂で行われ在日ミッションの長老会でウィリアム・インブリーが在日ミッションで発行する印刷物に使用する「耶蘇」の訳語を「イエス」と書くことについて再認識を行った。J・C・ヘボンは言語学的な根拠により「ヤソ」に強く反対した。最終的に会議では、「ヤソ」および「イエス」のどちらでも良く、正式には「エス」と漢字にルビを振ることが決定された。しかし、クリストファー・カロザースは「ヤソ」のみを、正式に採用するようにこだわり、会議の決定を不服として直ちに在日ミッションを辞任すると宣言した。その結果4月4日の長老会で正式に辞任が決定された。
この件は聖書翻訳とは直接関係はなかったが、救主の呼称についての訳語に影響を与えた。J・C・ヘボンとS・R・ブラウンの共訳による福音書は「耶蘇」と漢字だけを書いていたのに対して、完成した訳では「耶蘇」に「いえす」とふりがなをつけて、読み方の統一を行うようになった。

### 新約聖書完成
会合の結果委員会から、1875年に最初に改訂作業をした『路加傳』(ルカ伝)が刊行され、1876年(明治9年)『羅馬書』(ロマ書)に、『希伯来書』(へブル書)1877年(明治10年)に『馬太傳』(マタイ伝)、『馬可傳』(マルコ伝)、『約翰傳』(ヨハネ伝)、『使徒行伝』、『約翰書』(ヨハネ書)、『加拉太書』(ガラテヤ書)が刊行された。1878年(明治11年)に『哥林多前書』(コリント前書)、『哥林多後書』(コリント後書)、1879年(明治12年)に『以弗所腓立比書』(エペソ書、ピリピ書)、『帖撒羅尼迦前後書』(テサロニケ前後書)が刊行される。1879年(明治12年)11月3日に新約聖書の翻訳作業は終了し、翌1880年(明治13年)に『哥羅西書』(コロサイ書)、『提摩太前後提多腓利門書』(テモテ前後書、テトス書、ピレモン書)、『雅各彼得前後猶大書』(ヤコブ書、ペテロ前後書、ユダ書)、『約翰黙示録』(ヨハネの黙示録)が刊行された。翻訳作業は、ヘボン、ブラウン、グリーンの3人で行われた。
1880年(明治13年)4月 新約聖書翻訳出版完成祝賀会が新栄橋教会(現、日本基督教団新栄教会)で開催された。机の上には日本語訳された2分冊の聖書と英訳聖書がおかれた。司会はG・フルベッキで、N・ブラウンによる詩篇19篇の朗読、パイパーの祈祷の後、フルベッキから日本語訳聖書の歴史と外国の聖書協会が果たした役割について語った。続いてヘボンが日本語訳聖書の歴史について自分の経験を交えて演説する。さらに、奥野昌綱の演説と小川義綏の祈祷とフルベッキの祈祷で閉会した。

### 東京翻訳常置委員会

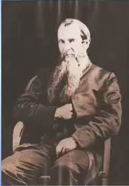
旧約聖書の翻訳に取り組んだC・M・ウィリアムス

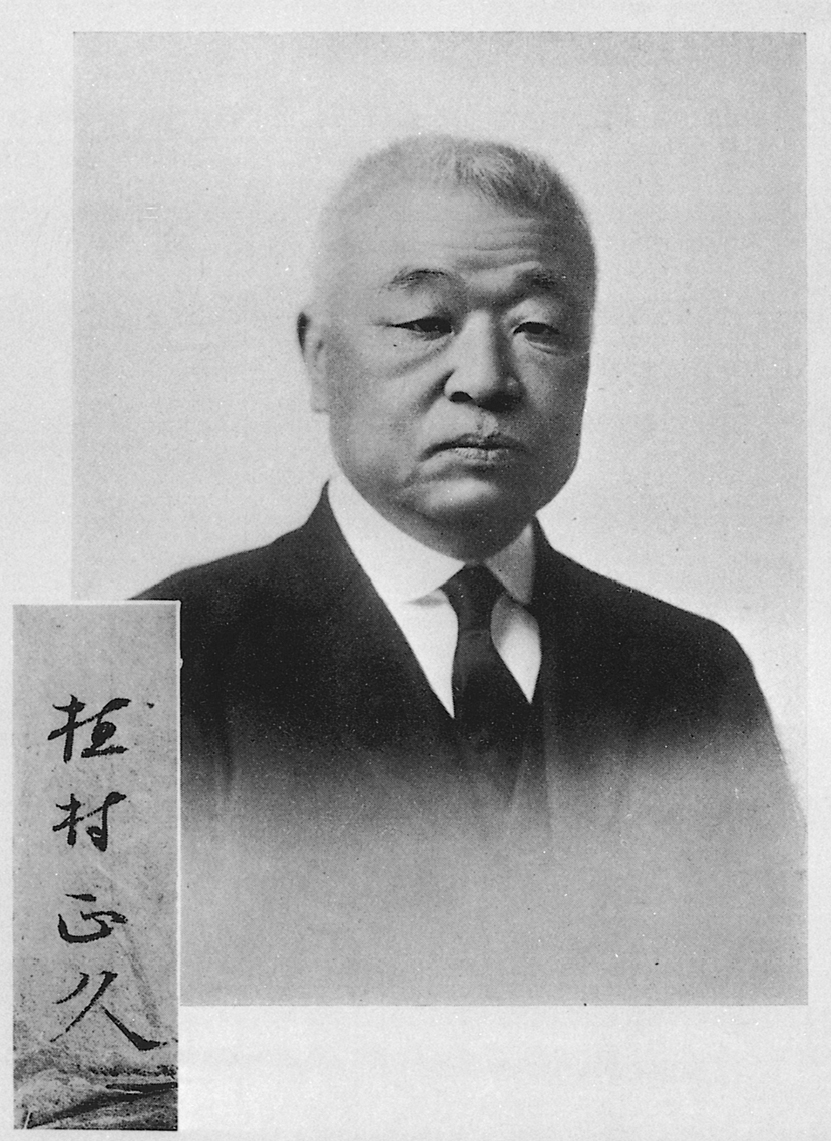
日本人翻訳者協力者の一人植村正久

旧約聖書は、C・M・ウィリアムスが翻訳を進め、東京系の宣教師がイニシアティブをとり、1876年(明治9年)に10月に旧約聖書翻訳のための「東京聖書翻訳委員会」が設けられた。タムソン、ジョン・パイパー、H・ワデル、G・コクランが参加した。
1877年(明治10年)タムソンが翻訳していた『旧約聖書創世記第一、二、三章』が刊行された。翌年、11章までが刊行される。東京聖書翻訳委員会がイギリス系教派に偏っていたので、アメリカ系教派の提案で、1878年(明治11年)に宣教師会議を開催して、東京聖書翻訳委員会と横浜のJ・C・ヘボンたちの「翻訳委員社中」を発展解消させて、両者を統合した「東京聖書翻訳常設委員会」が設立された。
これにより、「東京聖書翻訳委員会」のメンバーであるパイパー、ワデル、コクランに加えて、翻訳委員社中のメンバーJ・C・ヘボン、S・R・ブラウン、N・ブラウン、D・C・グリーン、マクレイ、J・ゴーブル、W・ライト、クインビー、F・クレッカーらが加わった。そして、10月の委員会においてヘボンが委員長に選出された。
旧約聖書の翻訳は地方単位(函館、東京、横浜、新潟、神戸、大阪、京都、長崎)で行うことになり、ヘボンたちの横浜委員会には箴言が割り当てられた。
1879年に、パイパーの個人訳『旧約聖書 約拿書哈基書馬拉基書』(ヨナ書、ハガイ書、マラキ書)が刊行される。同年、東京聖書翻訳委員会の最初の刊行として、ファイソン訳の『約書亜記』が出版される。
地方での分担翻訳は効率的に機能せず、1882年1月の会合でJ・C・ヘボン、フルベッキ、P・K・ファイソン、D・C・グリーンが選出された。

### 日本側委員
旧約聖書の分冊が刊行されると、植村正久は『六合雑誌』で公の批判を行った。先の新約聖書に比較してきわめて未熟な日本語であるという不満であり、日本語をわきまえぬ宣教師と能力のない「青書生」の手でこのまま聖書が訳されていくのは迷惑千万と言い切る。
個人訳のように刊行されていた、旧約聖書翻訳の混乱に危惧を感じていた、植村を含む日本人信徒は東京翻訳常設委員と外国聖書会社あてに意見書を提出する。1883年(明治27年)7月12日には12名の日本全国の旧約聖書翻訳委員の選出を決議する。
その結果、奥野昌綱、小崎弘道、植村正久、井深梶之助、新島襄、伊勢時雄、松山高吉、大儀見元一郎、稲垣信、木村熊二、押川方義、平岩愃保の12名が選出された。
この結果を受けて、小崎、植村、井深、大儀見、木村の6人が警醒社で会合を持って、小崎を旧約聖書翻訳委員長に、翻訳委員に植村、井深、松山の3人を選んだ。1884年(明治17年)この三人は「委員」の資格で迎えられた。
1885年3月より、井深が詩篇、ヨエル書の校正、哀歌とゼパニヤ書の翻訳、植村がエステル書の翻訳に取り組んだ。日本人委員は旧約聖書一部を訳したのみで、外国側の提案により、1886年1月22日に廃止された。廃止された理由は、日本の教会の資金調達が不調であったことと日本人委員のテキストの知識不足が原因であったと言われる。
その後は、外国人宣教師の主導のもとに行われ、植村、松山、井深らは日本語文に関して一部協力するにとどまった。

### 旧約聖書刊行
1883年(明治16年)にヘボンのヨーロッパ旅行の後で、『箴言』が刊行される。同年に、ファイソンの『撒母耳前書』(サムエル前書)、『撒母耳後書』(サムエル後書)、『列王紀略上』が刊行される。
1884年(明治17年)には、『耶利米亜記』(エレミヤ記)、『以西結書』(エゼキエル書)、『出埃及記』(出エジプト記)、『利未記』(レビ記)、『伝道之書』が刊行される。ファイソンがイギリスに帰国するとフルベッキとヘボンで協力して、ファイソンと共訳で『列王紀略下』、またファイソンの『士師記路得記』が刊行された。1885年(明治18年)には、『民数紀略』、『申命記』、『但以理書』(ダニエル書)が刊行された。
1886年(明治19年)にはヘボンは孤軍奮闘でほとんどの翻訳を終える。この年、『何西亜約耳西番雅書』(ホセア、ヨエル、ゼパニヤ書)、『亜摩士阿巴底亜約拿米迦拿翁哈巴谷書』(アモス、オバデヤ、ヨナ、ミカ、ナホム、ハバクク書)、『撒加利亜書』(ゼカリヤ書)、『約百記』(ヨブ記)が刊行される。また、ヘボンとフルベッキと松山高吉の共訳で『雅歌』が刊行される。
1887年(明治20年)にはヘボンとファイソンとの共訳で『以士喇記尼希米亜記以士帖記』(エズラ記、ネヘミヤ記、エステル記)が刊行される。ファイソンと植村正久『以賽亜書』(イザヤ書)また、フルベッキ、ウィリアムス、植村正久、松山高吉の『詩篇』が刊行された。他に、ファイソンの『歴代志略上』『歴代志略下』とフルベッキ、井深梶之助の『雅歌耶利米亜哀歌』(雅歌・哀歌)で旧約聖書の分冊刊行が終了する。

### 完成祝賀会
1888年(明治21年)2月3日、聖書翻訳完成祝賀会が新栄教会で行われた。
J・C・ヘボンが司会を務め、C・M・ウィリアムスの詩篇19篇の朗読で始まる。今度は、本多庸一が日本語で読むジェームス・ウィリアムズによる祈祷、伊勢時雄の挨拶があった。
ヘボンとフルベッキにより翻訳の沿革が語られた。ヘボンは新約聖書の完成祝賀会の時と同じく、翻訳作業の経緯を述べ、特に松山高吉と高橋五郎の2人の旧新約聖書を通した文体の統一の貢献を高く評価した。スピーチが終わるとヘボンがは新約聖書と旧約聖書のとをそれぞれの手に持ち、うやうやしく重ねて机上に置いた。
その後、コクランと稲垣信による感謝演説があり、最後に奥野昌綱の感謝の祈祷とソーパーの祝祷で終わった。

## 年譜
- 1841年(天保12年)　ヘボンがシンガポールでギュツラフ訳『約翰福音之傳』を入手する。
- 1859年(安政6年)　 ギュツラフ訳聖書を携行してヘボンが来日する。
- 1861年(文久元年)　ヘボンがブラウンと共にマルコ傳の翻訳に着手する。
- 1867年(慶応3年)　ヘボン家の火災により訳稿が焼失
- 1872年(明治5年)　ヘボン訳『新約聖書馬可傳』、『新約聖書約翰傳』が刊行される。
- 1872年(明治5年)　第1回在日宣教師会議がヘボン診療所で開催されて、聖書和訳が決議された。
- 1874年(明治7年)　翻訳委員会(新約)の初会合をブラウン宅で開催
- 1875年(明治8年)　翻訳員会による最初の分冊聖書『路加傳』が刊行される。
- 1876年(明治9年)　N・ブラウンが訳語の問題で翻訳員会を脱退する。
- 1878年(明治11年)　東京聖書翻訳常置委員会が設立された。
- 1879年(明治12年)　新約聖書の翻訳が終了
- 1880年(明治13年)　新約聖書翻訳出版完成祝賀会が新栄橋教会で開催された。
- 1884年(明治18年)　旧約聖書翻訳委員会が設立される。(1886年解散)
- 1888年(明治21年)　旧約聖書翻訳が完成して、完成祝賀会が新栄教会(旧新栄橋教会)で開催された。

## 評価・批判
- 誰でもわかるやさしい文体という宣教師達の考え方と、格調の高い漢文風にしようという日本人補佐たちの意見が重なり、独特の和漢混交体での翻訳となった。その評価は分かれるが、日本語の書き言葉自体が大きく揺れ動いていた時期でもあり、明治元訳はその後の日本語の文章の一つのモデルを示したとも評されている。特に旧約聖書の詩篇については、その文体の美しさから日本文学へ影響を与えている。
- 協力者の一人高橋五郎は、新約聖書は「支那訳」、旧約聖書は「英人は英文の聖書より翻訳し、米人はカイル・デリチに等に本づき」訳したため一致を欠き、文体にも問題があるが、とにかく完成したことは評価している。これに対して、松山高吉は、新約聖書はギリシア語の原書からの翻訳であることと、旧約聖書翻訳における日本側委員に向けられた批判の弁明を行った。[9]
- 磯貝雲峯は1891年に『福音新報』に寄せた『今日の日本訳聖書』という文書の中で、西洋では聖書が文学書としてすぐれた翻訳がなされているばかりでなく、その地方の文学に影響を及ぼしていること、それに対して「明治元訳」は直訳調で日本文と思えないものが多いとして、速やかな改訳を訴えている。
- 浅田栄次は専門家の立場から、かなり詳細に誤訳を拾い出している。間違いのない訳は旧約聖書では三分の一、新約聖書では五分の一としている。しかも、誤訳の箇所は英訳聖書や中国語訳聖書と共通するとして原文から直接翻訳する必要を説いている。
- 上田敏は、一部の翻訳に高い評価を与えている。近代化の流れの中で浅薄な西洋文化があふれるとき、「精確厳密なる研究」こそが大切であり、そのためには聖書の精読が必要であると説いている。「明治元訳」は「筆路頗る雅健なり」と高い評価をしている。

## 委員
- N・ブラウン
- J・H・クインビー
- G・カクラン
- J・C・ヘボン
- S・R・ブラウン
- W・B・ライト
- P・K・ファイソン
- H・ワッデル
- J・ゴーブル
- F・クレッカー
- R・S・マクレー
- D・C・グリーン
- J・パイパー
- G・フルベッキ
- 小崎弘道
- 植村正久
- 井深梶之助
- 奥野昌綱
- 大儀見元一郎
- 木村熊二
- 松山高吉
- 高橋五郎

## 聖書の書名

### 新約聖書
- 『馬太傳』(マタイの福音書)
- 『馬可傳』(マルコの福音書)
- 『路加傳』(ルカの福音書)
- 『約翰傳』(ヨハネの福音書)
- 『使徒行伝』
- 『羅馬書』(ローマ書)
- 『哥林多前書』(コリントの信徒への手紙一)
- 『哥林多後書』(コリントの信徒への手紙二)
- 『加拉太書』(ガラテヤ人への手紙)
- 『以弗所書』(エフェソの信徒への手紙)
- 『腓立比書』(フィリピの信徒への手紙)
- 『哥羅西書』(コロサイの信徒への手紙)
- 『帖撒羅尼迦前書』(テサロニケの信徒への手紙一)
- 『帖撒羅尼迦後書』(テサロニケの信徒への手紙二)

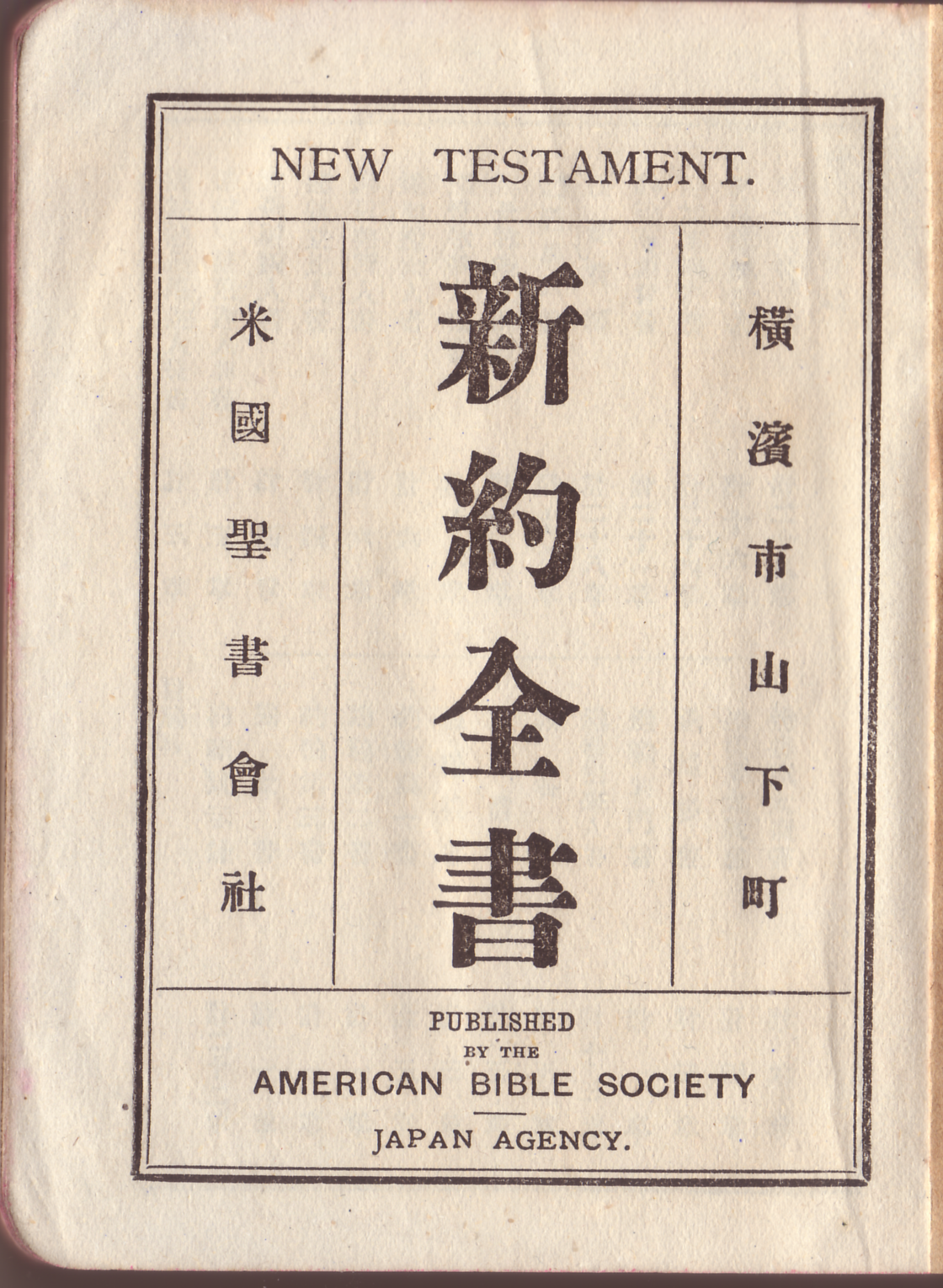
新約全書（1904年版）

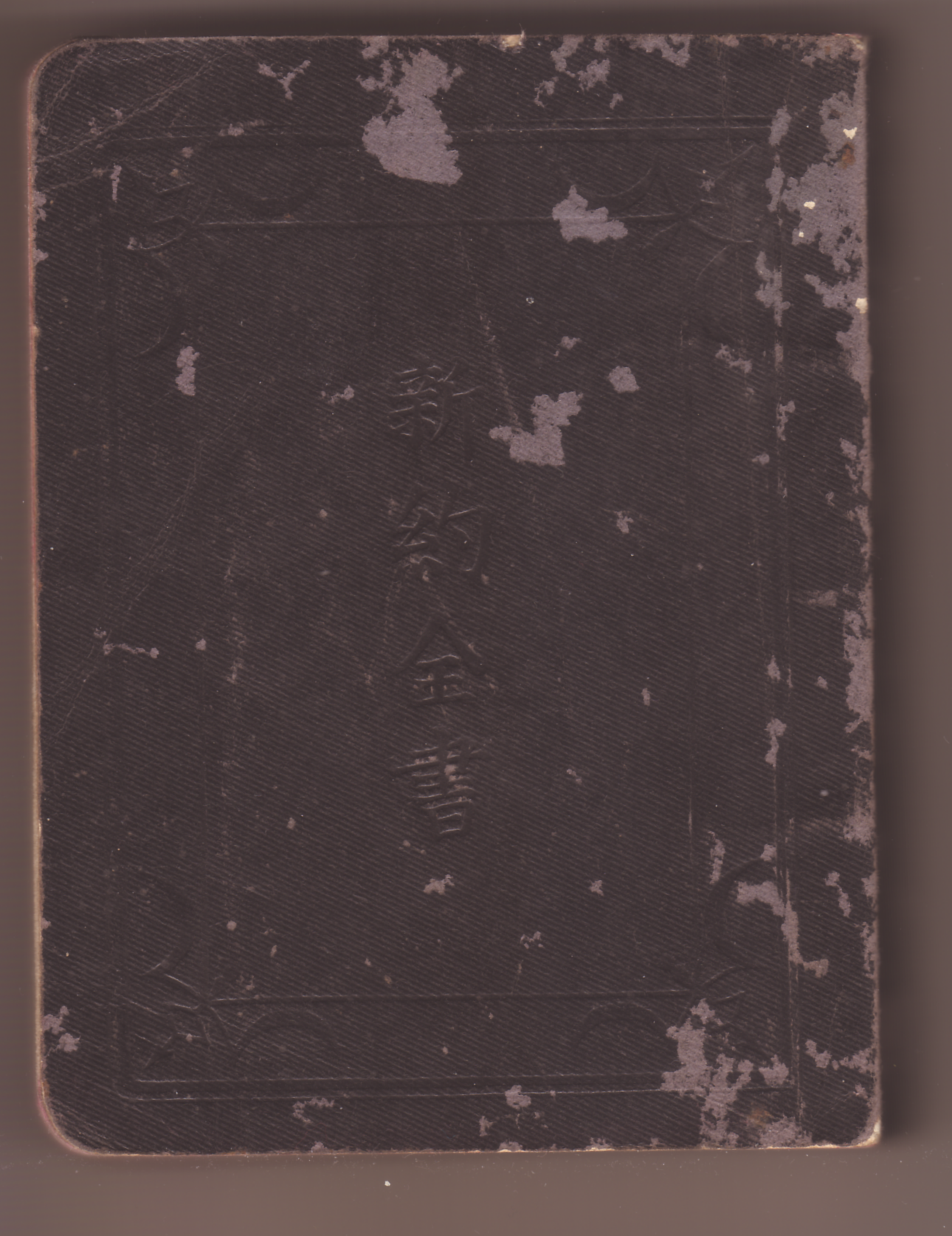
新約全書外観

- 『提摩太前書』(テモテへの手紙第一)
- 『提摩太後書』(テモテへの手紙第二)
- 『提多書』(テトスへの手紙)
- 『腓利門書』(フィレモンへの手紙)
- 『希伯来書』(ヘブライ人への手紙)
- 『雅各書』(ヤコブの手紙)
- 『彼得前書』(ペテロの手紙第一)
- 『彼得後書』(ペテロの手紙第二)
- 『約翰書』(ヨハネの手紙)
- 『猶大書』(ユダの手紙)
- 『約翰黙示録』(ヨハネの黙示録)

### 旧約聖書
- 『創世記』
- 『出埃及記』(出エジプト記)
- 『利未記』(レビ記)
- 『民数記略』
- 『申命記』
- 『約書亜記』(ヨシュア記)
- 『士師記』
- 『路得記』(ルツ記)
- 『撒母耳前書』(サムエル記)
- 『列王略記上』
- 『歴代志略上』『歴代志略下』
- 『以士喇記』(エズラ記)
- 『尼希米亜記』(ネヘミヤ記)
- 『以士帖記』(エステル記)
- 『約百記』(ヨブ記)
- 『詩篇』
- 『箴言』
- 『伝道之書』
- 『雅歌』
- 『以賽亜書』(イザヤ書)
- 『耶利米亜細記』(エレミヤ書)
- 『耶利米亜哀歌』(エレミヤ哀歌)
- 『以西結書』(エゼキエル書)
- 『丹以理書』(ダニエル書)
- 『何西亜書』(ホセア書)
- 『約耳書』(ヨエル書)
- 『亜摩士書』(アモス書)
- 『阿巴底亜書』(オバデヤ書)
- 『約拿書』(ヨナ書)
- 『米迦書』(ミカ書)
- 『拿翁書』(ナホム書)
- 『哈巴谷書』(ハバクク書)
- 『西番雅書』(ゼパニヤ書)
- 『哈基書』(ハガイ書)
- 『撒加利亜書』(ゼカリヤ書)
- 『馬拉基書』(マラキ書)

## 翻訳者

### 新約聖書
- ヘボン(『路加傳』、『羅馬書』、『希伯来書』、『馬太傳』、『馬可傳』、『約翰傳』、『哥林多前書』、『哥林多後書』、『帖撒羅尼迦前後書』、『雅各彼得前後猶大書』)
- ブラウン(『使徒行伝』、『約翰黙示録』)
- ヘボンとブラウン(『以弗所腓立比書』、『提摩太前後提多腓利門書』)
- グリーン(『約翰書』、『加拉太書』、『哥羅西書』)[10]

### 旧約聖書
- ヘボン(『出埃及記』、『民数記略』、『利未記』、『申命記』、『約百記』、『箴言』、『伝道之書』、『耶利米亜細記』、『以西結書』、『丹以理書』、『何西亜約耳西番雅書』、『撒加利亜書』、『亜摩士阿巴底亜約拿米迦拿翁哈巴谷書』)
- ヘボンとP・ファイソン(『列王記略下』、『以士喇記尼希米亜記以士帖記』)
- ファイソン(『約書亜記』、『撒母耳前書』、『列王略記上』、『士師記路得記』、『歴代志略上』、『歴代志略下』)
- ファイソンとD・タムソン(『創世記』)
- ファイソンと植村正久(『以賽亜書』)
- J・パイパー(『約拿哈基馬拉基書 合本』)
- ロバート・デイヴィッドスン（列王記下）[11]
- グイド・フルベッキ,C・M・ウィリアムス、植村正久、松山高吉（詩篇）[12]
- フルベッキ、井深梶之助(『雅歌耶利米亜哀歌』)[13]